# Oryctes ohausi
Oryctes ohausi är en skalbaggsart som beskrevs av Raymond Minck 1913. Oryctes ohausi ingår i släktet Oryctes och familjen Dynastidae. Inga underarter finns listade i Catalogue of Life.